# Пришляки
Пришляки — село в Україні, у Львівському районі Львівської області. Населення становить 46 осіб. Орган місцевого самоврядування - Оброшинська сільська рада.

## Населення
За даним всеукраїнським переписом населення 2001 року, у селі мешкало 47 осіб. Мовний склад села був таким:
| Мова       | Число ос. | Відсоток |
| ---------- | --------- | -------- |
| українська | 47        | 100      |